# Rambangaru
Rambangaru is een bestuurslaag in het regentschap Oost-Soemba van de provincie Oost-Nusa Tenggara, Indonesië. Rambangaru telt 1522 inwoners (volkstelling 2010).